# Université de Florence
L’université de Florence (en italien : Università degli Studi di Firenze), est une université italienne, basée à Florence, une des plus anciennes et prestigieuses universités italiennes.
Elle comprend douze facultés, plus de 60 000 étudiants, autant étrangers qu'italiens, avec des pôles et des sièges didactiques décentrés dans plusieurs villes de la Toscane comme Prato, Empoli, Pistoie, Sesto Fiorentino (au hameau Osmannoro), San Casciano in Val di Pesa, Vinci, Calenzano, Figline Valdarno et San Giovanni Valdarno.

## Histoire
Initialement le Studium Generale a été établi par la république de Florence en 1321 et reconnu par le pape Clément VI en 1349 qui l'autorise à diffuser plusieurs degrés d'enseignement réguliers. Le pape établit aussi que la première faculté de théologie soit instaurée à Florence.
Le Studium devient université impériale en 1364 sous l'empereur Charles IV, mais elle est déplacée à Pise en 1473 quand Laurent le Magnifique prend le contrôle de Florence. Charles VIII la ramène à Florence de 1497 à 1515, mais elle retourne de nouveau à Pise quand les Médicis reprennent le pouvoir.
En 1859, elle devient l'Istituto di Studi Pratici e di Perfezionamento, lequel, une année plus tard, est reconnu comme l'équivalent d'une université par le gouvernement de l'Italie unifiée, mais le nom d'« Università degli Studi » n'est donné par le Parlement qu'en 1923.

## Actualité
Un article du quotidien Il Giornale en 2018 qualifie l'université de Florence de véritable « atelier du pouvoir », assimilée à une « Cambridge italienne », où ont enseigné et/ou étudié le plus d'hommes d'État et de hauts magistrats en Italie, notamment au sein de sa faculté de droit, citant par exemple Piero Calamandrei et Giorgio La Pira, plus récemment la femme politique Maria Elena Boschi, et les trois derniers Premiers ministres italiens Matteo Renzi, Giuseppe Conte et Mario Draghi. 
En février 2021, soucieuse de contribuer à la formation de la future classe dirigeante européenne, l'université de Florence annonce la création du diplôme international de troisième cycle "Histoire, culture et citoyenneté européenne".
Après trois ans à la tête du gouvernement italien, Giuseppe Conte réintègre la chaire de droit privé de l'université de Florence en mars 2021. 

## Facultés

### Liste des facultés
- Agraria (agronomie)
- Architettura (architecture)
- Economia (sciences économiques)
- Farmacia (pharmacie)
- Giurisprudenza (droit)
- Ingegneria (ingénierie)
- Lettere e Filosofia (lettres et philosophie, c'est-à-dire sciences humaines)
- Medicina e Chirurgia (médecine et chirurgie)
- Psicologia (psychologie)
- Scienze della Formazione (pédagogie)
- Scienze Matematiche, Fisiche e Naturali (sciences mathématiques, physiques et naturelles)
- Scienze Politiche (science politique)

## Professeurs remarquables
- Mario Draghi, premier ministre italien de février 2021 à juillet 2022, gouverneur de la BCE, professeur d'économie de 1981 à 1991

- Giuseppe Conte, premier ministre italien de 2018 à 2021, est professeur de droit privé[4]
- Francesco Milleri, directeur général du leader mondial du secteur lunetier EssilorLuxottica, a été professeur adjoint d'économie politique[réf. nécessaire]
- Giorgio Gaja, juge à la Cour internationale de Justice, professeur de droit international
- François Delerue, spécialiste en cyberdéfense et Droit international
- Innocenzo Cipolletta, économiste, directeur de Confindustria de 1990 à 2000, fonctionnaire à l'OCDE
- Antonio Cassese, juriste, président de plusieurs tribunaux internationaux
- Carlo Trigilia, ministre de la cohésion territoriale de 2013 à 2014, professeur de sociologie
- Giovanni Sartori, homme politique et scientifique, professeur de science politique, né en 1920 à Florence
- Giovanni Spadolini, historien et homme politique italien, professeur d'histoire contemporaine, né en 1925 à Florence.
- Piero Calamandrei, juriste, professeur à la faculté de droit, né en 1889
- Giacomo Becattini, professeur d'économie politique de 1962 à 1991
- Margherita Hack, astrophysicienne
- Giorgio La Pira, leader de la démocratie chrétienne, pacificateur de la guerre froide et maire de Florence, professeur de droit romain
- Maximilian Graf, spécialiste de la guerre froide
- Marco Tarchi, politologue, chef de file de la Nouvelle Droite
- Paolo Grossi, ancien président de la Cour constitutionnelle italienne et professeur d'histoire du droit
- Mauro Cappelletti, professeur de droit comparé à l'université de Florence et à l'université Stanford
- Ugo De Siervo, ancien président de la Cour constitutionnelle italienne et professeur de droit constitutionnel
- Franco Cardini, professeur d'Histoire médiévale, directeur de recherche à EHESS et fellow à Harvard et romancier
- Stefano Mancuso, botaniste et chercheur en neurobiologie végétale, entrepreneur et conseiller du gouvernement chilien
- Lothar Keller, journaliste allemand
- Mario Luzi, poète, professeur de langue et littérature française
- Pietro Grocco, professeur de médecine clinique
- Gaetano Salvemini, historien et homme politique
- Riccardo Picchio, linguiste italien.

## Anciens étudiants
- David Sassoli, Président du Parlement européen de 2019 à 2022

- Matteo Renzi, Premier ministre italien de 2014 à 2016, puis leader du parti Italia Viva et sénateur
- Simonetta Cheli, directrice des programmes d'observation de la Terre à l'Agence spatiale européenne
- Abdulqawi Yusuf, président de la Cour internationale de justice depuis 2018
- Maria Elena Boschi, ministre italienne des réformes constitutionnelles et des relations avec le Parlement de 2014 à 2016, puis Présidente du groupe parlementaire Italia Viva à la Chambre des députés[5]
- Domenico Giorgi, ambassadeur d'Italie au Japon[6]
- Lamberto Dini, premier ministre italien de 1995 à 1996, puis ministre des affaires étrangères de 1996 à 2001
- Marco Buti, Directeur général des affaires économiques et financières (DG ECFIN) à la Commission européenne
- Sandro Pertini, septième Président de la République italienne
- Riccardo Petrella, économiste et politologue, fondateur du Groupe de Lisbonne

- Michaëlle Jean, 27e gouverneure générale du Canada

- Les hommes d'affaires Francesco Milleri (DG de Luxottica, leader mondial du secteur lunetier), Giovanni Castellucci (ex-DG de Barilla, Atlantia et Autostrade per l'Italia), Alberto Scaccioni (PDG de Ente Moda Italia)[7]
- Les personnalités politiques Dario Nardella (maire de Florence), Eugenio Giani (président de la région Toscane depuis 2020), Denis Verdini (leader du centre-droit), Monica Frassoni (porte-parole du Parti vert européen), Jerónimo Saavedra (homme politique espagnol), Evan Jenkins (homme politique américain)
- Les parlementaires Francesco Bonifazi (sénateur et trésorier pour Italia Viva), Nicola Danti (eurodéputé Renew Europe), Alessia Mosca, Elisabetta Gualmini (eurodéputée S&D)
- Les journalistes Indro Montanelli (fondateur du quotidien national Il Giornale), Oriana Fallaci, Roger Willemsen, Nadia Toffa, Sebastiano Barisoni
- Les ministres Luca Lotti (ministre des Sports de 2016 à 2018), Massimo Bray (ministre de la culture de 2013 à 2014), Alfonso Bonafede (ministre de la Justice de 2018 à 2021)
- Parmi les artistes : Massimilian Breeder, les architectes Pier Carlo Bontempi et Hamid Gabbay, la styliste Donatella Versace, et le réalisateur Franco Zeffirelli, les écrivains Italo Calvino, Sandro Veronesi, l'actrice Alba Rohrwacher
- Giancarlo Pedote, skipper italien
- Giulio Racah, ancien président de l'université hébraïque de Jérusalem
- Ivan Illich, philosophe autrichien penseur de l'écologie politique
- Léonard de Vinci Intellectuel du XVIe siècle, figure majeure de  l'humanisme et de la Renaissance
- Camillo Berneri philosophe, père de la pensée anarchiste italienne
- Italo Calvino, romancier